# 白正国
白正国（1916年12月17日—2015年1月27日），男，浙江平阳人，中国数学家。曾任杭州大学数学系系主任、教授、博士生导师，中国数学会理事。